# Agriotes vandykei
Agriotes vandykei là một loài bọ cánh cứng trong họ Elateridae. Loài này được Becker miêu tả khoa học năm 1956.